# Montegiardino
Montegiardino – jeden z 9 zamków w San Marino. Najmniejszy (ze względu na powierzchnię jak i liczbę ludności) z zamków San Marino, jak również najpóźniej przyłączony (dopiero w XV wieku). W 2012 roku liczył 910 mieszkańców.

## Sport
W mieście ma siedzibę S.P. La Fiorita